# Eritreja na Olimpijskim igrama
Eritreja se na Olimpijskim igrama natječe od 2000. godine. Od tada su nastupali na svim igrama. Zasada nemaju još nijedan nastup na zimskim olimpijskim igrama. Eritrejski olimpijski odbor osnovan je 1996. godine, a priznat od Međunarodnog olimpijskog odbora 1999. godine.  Od 1956. do 1992. godine eritrejski sportaši nastupali su pod zastavom Etiopije, dok 1996. godine u Atlanti nisu sudjelovali.
Sportaši Eritreje za sada su osvojili samo jednu olimpijsku medalju, brončanu u atletici 2004. godine u Ateni, koju je osvojio atletičar Zersenay Tadese u utrci na 10.000 metara.

## Osvajači medalja
| Medalja | Sportaš         | OI          | Sport    | Disciplina |
| ------- | --------------- | ----------- | -------- | ---------- |
| bronca  | Zersenay Tadese | 2004. Atena | Atletika | 10.000 m   |

## Vanjske poveznice
- Eritreja na službenoj stranici Olimpijskih igara